# Konikotomia

Przy konikotomii cięcie wykonuje się między chrząstką tarczowatą, a chrząstką pierścieniowatą.

Konikotomia (krikotyreotomia) – inwazyjna technika stosowana w stanach nagłych jako szybki i doraźny sposób udrożnienia dróg oddechowych, które zostały zablokowane na wysokości lub powyżej szpary głośni. Zabieg laryngologiczny polega na przecięciu więzadła pierścienno-tarczowego, umieszczonego między dolnym brzegiem blaszki chrząstki tarczowatej krtani oraz górnym brzegiem łuku chrząstki pierścieniowatej krtani.
Nazwa konikotomia (łac. conicotomia) wzięła się od nazwy stożka sprężystego (łac. conus elasticus), położonego za więzadłem pierścienno-tarczowym i również przecinanego podczas tego zabiegu.

## Wskazania
Konikotomia jest postępowaniem z wyboru ze wskazań nagłych w przypadku braku możliwości wentylacji lub konwencjonalnej intubacji pacjenta, stosowana gdy wszystkie pozostałe metody zabezpieczenia drożności dróg oddechowych zawiodły. Alternatywna tracheotomia ma zastosowanie w przypadku zabiegów planowych i przewidywanej długoterminowej wentylacji.

## Metoda chirurgiczna
Skalpelem wykonywane jest nacięcie przez błonę pierścienno-tarczową. Otwór poszerza się za pomocą kleszczyków naczyniowych lub rękojeści skalpela do czasu wprowadzenia wąskiej rurki dotchawiczej. Jest to metoda szybka i skuteczna, a rurka o średnicy 5,0–6,0 mm zapewnia efektywną wentylację.
Wentylacja może być prowadzona 100% tlenem. Konieczne może być stosowanie dużych ciśnień wdechowych.

## Konikotomia igłą
Błonę pierścienno-tarczową nakłuwa się cewnikiem dożylnym na igle o dużym przekroju podłączonej do strzykawki. Nakłucie wykonywane jest pod niewielkim kątem w kierunku doogonowym. Dzięki aspiracji powietrza potwierdza się umieszczenie kaniuli w świetle tchawicy. Zsuwając cewnik z igły wprowadza się go o kilka milimetrów w głąb tchawicy, a igłę usuwa.
Do kaniuli należy podłączyć źródło tlenu o wysokim przepływie na przykład respirator dyszowy. Wentylację prowadzi się w postaci krótkich wstrzyknięć tlenu pod wysokim ciśnieniem, po których następują przerwy na normalny wydech, z częstością oddechową 10/min.
Powikłaniem w konikotomii igłowej jest barotrauma. Maksymalny czas wentylacji pacjenta po konikotomii igłą to 30 minut.